# Le Secret du Lone Star
Le Secret du Lone Star er en fransk stumfilm fra 1920 af Jacques de Baroncelli.

## Medvirkende
- Fannie Ward
- Gabriel Signoret
- Henri Gouget
- Henri Janvier
- Rex McDougall